# Halfaxa
Albums de Grimes
Geidi Primes
(2010) Darkbloom
(2011)
Halfaxa est le deuxième album studio de l'artiste canadienne Grimes, sorti le 30 septembre 2010.

## Liste des chansons
Toutes les chansons sont écrites et composées par Claire Boucher.
| No  | Titre                                                        | Durée |
| --- | ------------------------------------------------------------ | ----- |
| 1.  | Outer                                                        | 1:12  |
| 2.  | Intor / Flowers                                              | 2:50  |
| 3.  | Weregild                                                     | 5:14  |
| 4.  | ∆∆∆∆Rasik∆∆∆∆                                                | 1:50  |
| 5.  | Heartbeats (bonus track included on Lo Recordings pressings) | 4:32  |
| 6.  | Sagrad Прекрасный                                            | 5:13  |
| 7.  | Dragvandil                                                   | 1:39  |
| 8.  | Devon                                                        | 4:31  |
| 9.  | Dream Fortress                                               | 5:01  |
| 10. | World ♡ Princess                                             | 4:41  |
| 11. | † River †                                                    | 1:57  |
| 12. | Swan Song                                                    | 3:05  |
| 13. | ≈Ω≈Ω≈Ω≈Ω≈Ω≈Ω≈Ω≈Ω≈                                            | 2:14  |
| 14. | My Sister Says the Saddest Things                            | 4:12  |
| 15. | Hallways                                                     | 5:44  |
| 16. | Favriel                                                      | 2:36  |

## Crédits
- Grimes : vocaliste, productrice, illustrations
- Jasper Baydala : design
- Sebastian Cowan : mastering (1–4, 6–16)
- Antony Ryan : mastering (5)

## Historique de sortie
| Pays        | Date              | Label           | Format(s)      |
| ----------- | ----------------- | --------------- | -------------- |
| Canada      | 30 septembre 2010 | Arbutus Records | Téléchargement |
| États-Unis  | 30 septembre 2010 | Arbutus Records | Téléchargement |
| Canada      | 5 octobre 2010    | Arbutus Records | CD             |
| Australie   | 28 février 2011   | Lo Recordings   | Téléchargement |
| France      | 28 février 2011   | Lo Recordings   | Téléchargement |
| Allemagne   | 28 février 2011   | Lo Recordings   | Téléchargement |
| Royaume-Uni | 28 février 2011   | Lo Recordings   | Téléchargement |
| Allemagne   | 11 mars 2011      | Lo Recordings   | CD             |
| Royaume-Uni | 14 mars 2011      | Lo Recordings   | CD - LP        |
| France,     | 16 mars 2011      | Loreley         | CD - LP        |
| Australie   | 30 mars 2011      | Lo Recordings   | CD             |
| Allemagne   | 22 april 2011     | Lo Recordings   | LP             |
| États-Unis  | 31 janvier 2012   | Arbutus Records | CD             |